# 6년째 연애중
"6년째 연애중"은 2008년에 개봉한 대한민국의 영화이다.

## 줄거리
재영과 다진은 6년째 연애 중이다. 옆 아파트에 사는 다진은 출판사 편집자로 일하고 재영은 홈쇼핑 네트워크 프로듀서로 일한다. 그들의 성생활은 예전만큼 뜨겁지는 않지만, 관계가 편안하고 서로에 대해 모든 것을 알고 있다. 다진은 재영에게 탐폰을 사달라고 부탁하는 것을 개의치 않고, 재영은 다진의 어머니를 때때로 방문하여 집을 수리하거나 그냥 인사하러 간다.
어느 날, 재영은 자신에게 솔직하게 관심을 표현하는 젊고 매력적인 임시직 직원을 만나고, 다진은 직장에서 자신과 공통점이 많은 매력적인 새 삽화가를 고용한다. 이 새로운 사람들이 그들의 삶에 들어오면서 다진과 재영의 오랜 관계에 균열이 생기기 시작한다.

## 캐스팅
- 김하늘 : 이다진 역
- 윤계상 : 김재영 역
- 신성록 : 이진성 역
- 차현정 : 이지은 역
- 옥지영 : 이미영 역
- 서동원 : 김민재 역
- 정윤민 : 권성철 역
- 김혜옥 : 다진 모 역
- 조향기 : 최 피디 역
- 김난휘 : 윤 팀장 역
- 김재록 : 김 부장 역
- 이상엽 : 윤석 역
- 정동규 : 사장 역
- 진용욱 : 추돌남 역
- 신동력 - 친구 역
- 이대연 : 의사 역 (특별출연)
- 길용우 : 헤어밴드남 역 (특별출연)

## 수상
- 2008년 제29회 청룡영화상
  - 인기스타상 - 김하늘